# Did You See Me Coming?
Singles de Pet Shop Boys
Love Etc.
(2007) Christmas
(2009)
Did You See Me Coming? est une chanson du duo britannique Pet Shop Boys extraite de leur dixième album studio, Yes, paru le 23 mars 2009.
Le 1er juin 2009, dix semaines après la sortie de l'album, la chanson a été publiée en single. C'était le deuxième (et au Royaume-Uni le dernier) single tiré de cet album.
Le single a atteint la 21e place au Royaume-Uni.